# Albertusburse

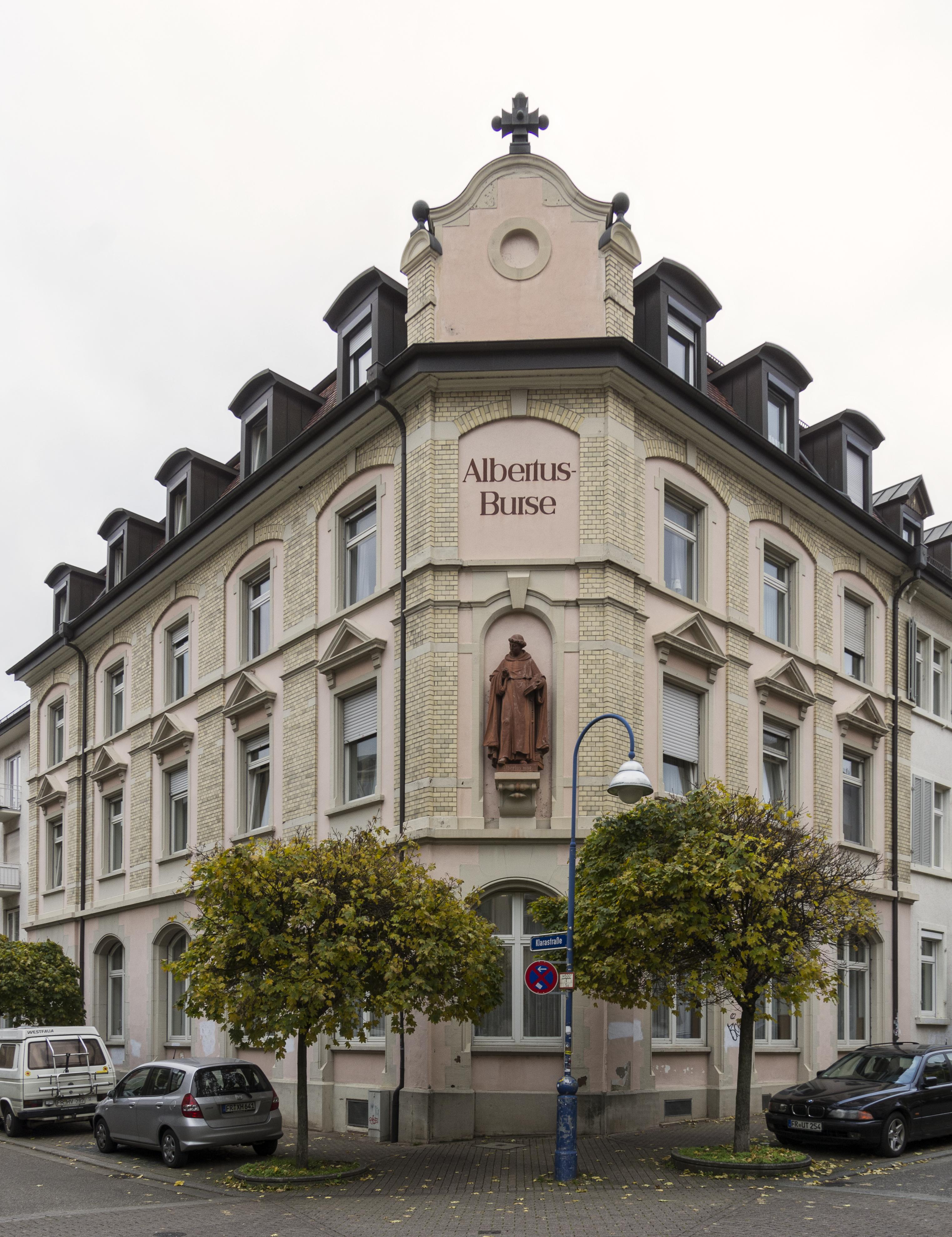
Bild der Albertusburse in Freiburg im Breisgau

Die Albertusburse ist ein Studentenwohnheim in Freiburg im Breisgau, das noch heute an eine traditionelle Bursenwohnform erinnert.

## Geschichte
Die Träger und Gründer des Wohnheimes, die Franziskanerinnen vom Göttlichen Herzen Jesu aus Gengenbach, erwarben 1900 ein Hotel im Stadtteil Stühlinger unmittelbar hinter dem Freiburger Hauptbahnhof und dem Firmengelände der Firma M. Welte & Söhne, welches im Folgenden zu einem Wohnheim umgebaut wurde. Der Bombardierung Freiburgs am 27. November 1944 durch die britische Royal Air Force fiel die Burse nicht zum Opfer. Nach dem Zweiten Weltkrieg konnte sogar ein neuer Flügel erbaut werden, um mehr Studenten beherbergen zu können. Anfänglich war das Wohnheim männlichen Katholiken vorbehalten. Heute wird bei der Aufnahme weder auf Geschlecht noch Religion geachtet, als letztes wurde im Jahr 2000 die Geschlechtertrennung aufgegeben.
An die traditionelle Wohnheimsform erinnerte bis vor wenigen Jahren noch neben Gemeinschafts-, Studienräumen und der Kapelle, vor allem der Speisesaal, in dem die Gengenbacher Schwestern den Studenten Vollverpflegung das ganze Jahr hindurch zur Verfügung stellten. Der monatlich zu entrichtende Betrag teilte sich also in Wohn- und Verpflegungsgeld auf, eine reine Nutzung als Wohnplatz oder Verpflegungsstelle war normalerweise nicht vorgesehen.
Die Albertusburse wurde in den Jahren von 2015 bis 2018 grundsaniert. Ein Gebäudeteil wird seither dauerhaft von der Caritas genutzt. Ein mehrstöckiger Anbau wurde im Innenhof errichtet und die ehemalige Großküche abgerissen. Ein Gebetsraum wurde im Jahr 2021 eröffnet.

## Gegenwart
Die Albertusburse bietet heute 80 Studenten aus verschiedenen Nationen und Religionen eine Heimat. Auf Wunsch ist es den Studenten immer noch möglich an den Gebetszeiten und der morgendlichen Heiligen Messe der betreuenden Ordensschwestern teilzunehmen.
Die Albertusburse ist vom Hauptbahnhof fußläufig erreichbar. Dort halten auch die Linien 1 bis vier der Straßenbahn und befinden sich zwei Stationen des Fahrradverleihsystems Frelo.

## Patron
Der Patron des Hauses ist der Heilige Kirchenlehrer Albertus Magnus, welcher selbst in Freiburg an einer Klosterschule als Lesemeister tätig war.

## Bekannte Bewohner
- Michel Tournier, französischer Schriftsteller.[1]
- Werner Marschall, katholischer Theologe, Professor für Kirchengeschichte an der Universität Freiburg im Breisgau
- Michael Albus, deutscher Theologe, TV-Journalist und Buchautor
- Maciej Małyga, polnischer Geistlicher, Weihbischof in Breslau